# Liste der Kulturdenkmale in Abend (Nossen)
In der Liste der Kulturdenkmale in Abend sind die Kulturdenkmale des Nossener Ortsteils Abend verzeichnet, die bis April 2021 vom Landesamt für Denkmalpflege Sachsen erfasst wurden (ohne archäologische Kulturdenkmale). Die Anmerkungen sind zu beachten.
Diese Aufzählung ist eine Teilmenge der Liste der Kulturdenkmale in Nossen.

## Abend
| Bild                                    | Bezeichnung                                                                 | Lage                         | Datierung                                                                | Beschreibung | ID       |
| --------------------------------------- | --------------------------------------------------------------------------- | ---------------------------- | ------------------------------------------------------------------------ | --- | -------- |
| Direkt Bild zu diesem Denkmal hochladen | Wohnstallhaus, Stallgebäude und Seitengebäude (Torhaus) eines Vierseithofes | Abend 1 (Karte)              | Bezeichnet mit 1802                                                      | Alle Gebäude in Fachwerkbauweise, baugeschichtlich und wirtschaftsgeschichtlich von Bedeutung. Alle: Fachwerk massiv untersetzt. Torhaus bezeichnet, teilweise verändert. | 09268341 |
| Direkt Bild zu diesem Denkmal hochladen | Wohnhaus                                                                    | Abend 2 (Karte)              | Bezeichnet mit 1874                                                      | Obergeschoss Fachwerk, baugeschichtlich von Bedeutung. Fachwerk massiv untersetzt, Sandstein-Türstock. | 09268338 |
| Direkt Bild zu diesem Denkmal hochladen | Wohnstallhaus und zwei Seitengebäude eines Vierseithofes                    | Abend 3 (Karte)              | Bezeichnet mit 1798 (Wohnstallhaus); bezeichnet mit 1856 (Seitengebäude) | Gebäude überwiegend in Fachwerkbauweise, Wohnstallhaus mit Sandstein-Türstock, zeit- und landschaftstypischer Bauernhof, baugeschichtlich und wirtschaftsgeschichtlich von Bedeutung. Alle: Fachwerk massiv untersetzt. - Wohnstallhaus: Sandstein-Türstock und -Fenstergewände. - Scheune (gemeint ist ein Seitengebäude): saniert, Verwendung alter Balken - Wirtschaftsgebäude: umgebaut 2. Hälfte 19. Jahrhundert | 09268339 |
| Direkt Bild zu diesem Denkmal hochladen | Stallgebäude und Seitengebäude (Torhaus) eines ehemaligen Vierseithofes     | Abend 4 (Karte)              | Bezeichnet mit 1759                                                      | Beide Gebäude Obergeschoss Fachwerk, baugeschichtlich von Bedeutung. Torhaus bezeichnet. Beide: Fachwerk massiv untersetzt. | 09268340 |
| Direkt Bild zu diesem Denkmal hochladen | Wohnstallhaus                                                               | Abend 7 (Karte)              | Um 1800                                                                  | Charakteristischer ländlicher Bau seiner Zeit, baugeschichtlich von Bedeutung | 09305178 |
| Direkt Bild zu diesem Denkmal hochladen | Wohnstallhaus                                                               | Abend 8 (Karte)              | Um 1800                                                                  | Fachwerk im Obergeschoss, charakteristischer ländlicher Bau seiner Zeit, baugeschichtlich von Bedeutung | 09305175 |
| Direkt Bild zu diesem Denkmal hochladen | Feldscheune                                                                 | Abend 12 (gegenüber) (Karte) | 1. Hälfte 19. Jahrhundert                                                | Fachwerk-Scheune, Fachwerkkonstruktion mit V-Streben, baugeschichtlich und wirtschaftsgeschichtlich von Bedeutung. Original erhalten, desolater Zustand, Giebel verbrettert, stand bis 2002 ohne Hausnummernangabe im Verzeichnis. | 09268342 |

## Tabellenlegende
- Bild: Bild des Kulturdenkmals, ggf. zusätzlich mit einem Link zu weiteren Fotos des Kulturdenkmals im Medienarchiv Wikimedia Commons. Wenn man auf das Kamerasymbol klickt, können Fotos zu Kulturdenkmalen aus dieser Liste hochgeladen werden:
- Bezeichnung: Denkmalgeschützte Objekte und ggf. Bauwerksname des Kulturdenkmals
- Lage: Straßenname und Hausnummer oder Flurstücknummer des Kulturdenkmals. Die Grundsortierung der Liste erfolgt nach dieser Adresse. Der Link (Karte) führt zu verschiedenen Kartendiensten mit der Position des Kulturdenkmals. Fehlt dieser Link, wurden die Koordinaten noch nicht eingetragen. Sind diese bekannt, können sie über ein Tool mit einer Kartenansicht einfach nachgetragen werden. In dieser Kartenansicht sind Kulturdenkmale ohne Koordinaten mit einem roten bzw. orangen Marker dargestellt und können durch Verschieben auf die richtige Position in der Karte mit Koordinaten versehen werden. Kulturdenkmale ohne Bild sind an einem blauen bzw. roten Marker erkennbar.
- Datierung: Baubeginn, Fertigstellung, Datum der Erstnennung oder grobe zeitliche Einordnung entsprechend des Eintrags in der sächsischen Denkmaldatenbank
- Beschreibung: Kurzcharakteristik des Kulturdenkmals entsprechend des Eintrags in der sächsischen Denkmaldatenbank, ggf. ergänzt durch die dort nur selten veröffentlichten Erfassungstexte oder zusätzliche Informationen
- ID: Vom Landesamt für Denkmalpflege Sachsen vergebene, das Kulturdenkmal eindeutig identifizierende Objekt-Nummer. Der Link führt zum PDF-Denkmaldokument des Landesamtes für Denkmalpflege Sachsen. Bei ehemaligen Kulturdenkmalen können die Objektnummern unbekannt sein und deshalb fehlen bzw. die Links von aus der Datenbank entfernten Objektnummern ins Leere führen. Ein ggf. vorhandenes Icon  führt zu den Angaben des Kulturdenkmals bei Wikidata.